# Thielavia terrestris
Thielavia terrestris är en svampart som först beskrevs av Apinis, och fick sitt nu gällande namn av Malloch & Cain 1972. Thielavia terrestris ingår i släktet Thielavia och familjen Chaetomiaceae.   Inga underarter finns listade i Catalogue of Life.